# Gabriele Caliari (scultore)

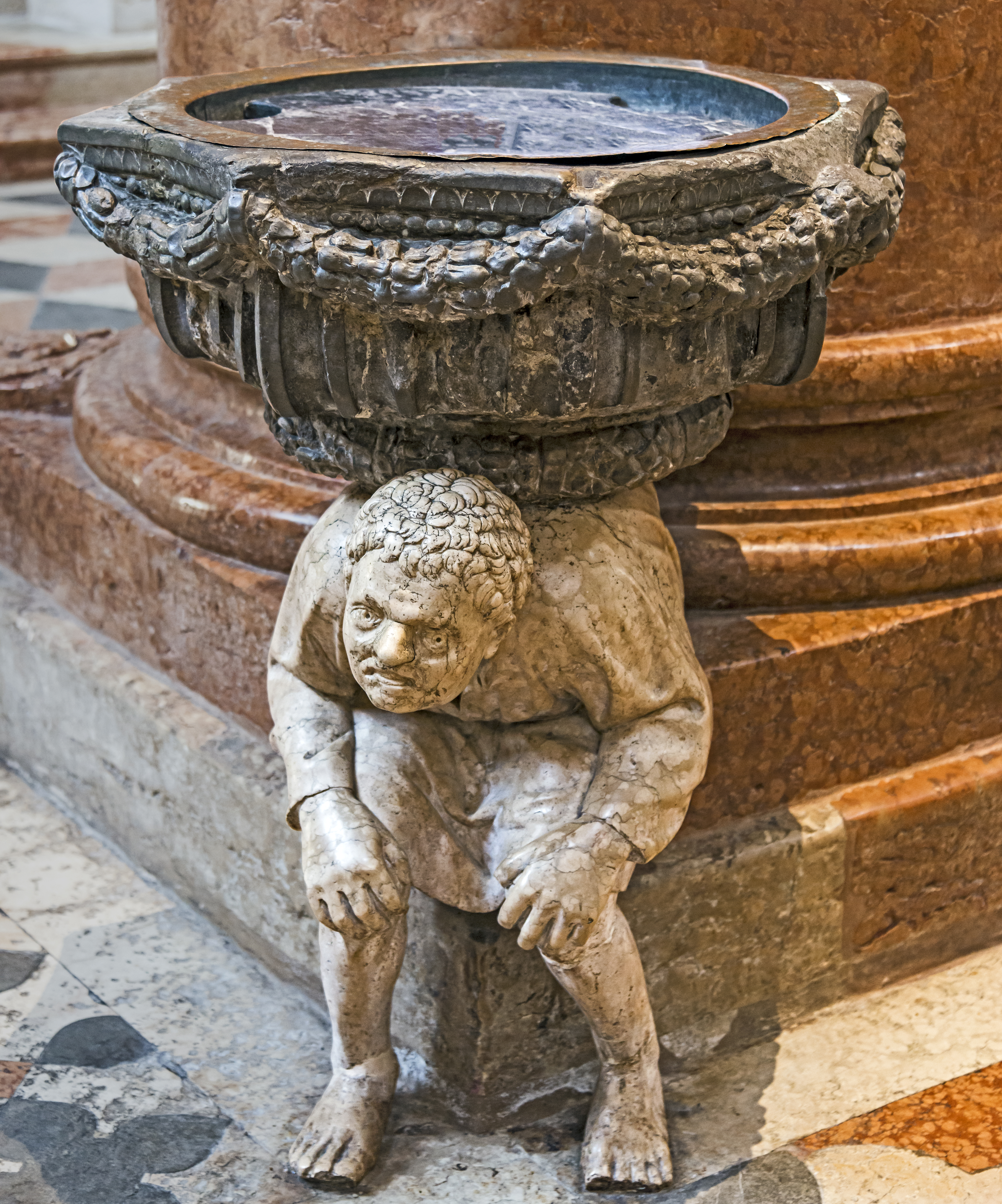
Verona, Basilica di Santa Anastasia, acquasantiera.

Gabriele Caliari (XV secolo – Verona?, ...) è stato uno scultore italiano.

## Biografia
Era figlio di Pietro Gabriele, di origini comasche, trapiantatosi a Verona dove esercitava la professione di scultore.
Gabriele seguì le orme del padre nell'attività di scultore.
Sposò Caterina, figlia naturale del nobile Antonio Caliari, dalla quale ebbe:
- Paolo (1528-1588), pittore, noto come "il Veronese"
- Benedetto (1538-1598), pittore

## Opere
- Statua di gobbo con acquasantiera, marmo, fine XV secolo, Verona, Basilica di Santa Anastasia[1] (attribuzione[2][3])